# Luis Felipe Tovar
Luis Felipe Tovar (Puebla, 2 de diciembre de 1959) es un actor y maestro de actuación mexicano.

## Carrera
Estudió actuación en la escuela de Teatro de Bellas Artes, en la Escuela Internacional de Cine y Televisión de La Habana. Ha ganado tres premios Ariel: en 1993 por Principio y fin, en 1995 por El callejón de los milagros, y en 1997 por Sin remitente. Ha trabajado para directores de tanto prestigio como Arturo Ripstein.
En 2003, abandonó la escuela de actuación, para abrir un bar llamado herbalife, cuyo público es principalmente homosexual. Su escuela la cambió a la Colonia Country Club. Tiene un hijo llamado Tadeo Tovar.
En 2005 protagonizó en TV Azteca la telenovela Los Sánchez, al lado de Martha Mariana Castro, y una comedia basada en la producción argentina Los Roldán, interpretando el papel de Adalberto Tito Sánchez, un hombre que tiene un golpe de suerte al salvar a una amable mujer.
En 2006, Luis Felipe Tovar es uno de los protagonistas de la telenovela Montecristo, al lado de Silvia Navarro y Diego Olivera. Ésta es una adaptación de la novela de Alejandro Dumas.
En 2012 forma parte del jurado del programa de talento e imitación de TV Azteca: Soy tu doble.
En 2013 reubica su escuela de actuación El Set con nuevas instalaciones para continuar con su vocación de maestro.
Y es abuelo del Pepito de la granja rifa.

## Trayectoria
- Juegos interrumpidos (2024-2025)- Edmundo Hernández[2] [3]
- Está libre (2024) - Invitado[4]
- El príncipe del barrio (2024)[5]
- El gallo de oro (2023-2024)- Don Bartolomé[6][7]
- El Junior: El Mirrey de los Capos (2023)- Lamberto Gutiérrez[8]
- Mujeres asesinas (2022)- Rafael Acevedo Ep. "las golondrinas"[9]
- Mi secreto (2022-2023)- Hilario Miranda
- Natural Born Narco (2022)- Don Cleto[10]
- Mi fortuna es amarte (2021-2022)- Gustavo «Tavo» Martínez Sánchez[11]
- Malverde: el santo patrón (2021-2022)- Herminio Quiñones[12]
- Bronco, Un Éxito Indomable (2019)
- Preso No. 1 (2019)- Hugo Piña
- El recluso (2018)- Mariano Tavarez
- Su nombre era Dolores, la Jenn que yo conocí (2017)- Gabo
- Un día cualquiera (2016)- Nicandro / Abel
- Corazón en condominio (2013-2014)- Álvaro Domínguez
- Amor cautivo (2012)- Alfredo Linares
- Pobre rico, pobre (2008-2009)- Leónidas Galindo
- Montecristo (2006-2007)- Ramón
- Los Sánchez (2004-2006)- Adalberto "Tito" Sánchez
- Mirada de mujer, el regreso (2003-2004) - Felipe
- Por ti (2002)- Coronado
- Cuando seas mía (2001-2002)- Miguel Tejeiros y Caballero
- Demasiado corazón (1997-1998) - Sapodrilo
- Si Dios me quita la vida (1995) - Gregorio "Goyo" Jiménez

## Programas de TV
- Perdiendo el  juicio (2022)- Luis Feito
- Soy tu doble (2012)- Jurado
- Puro Loco (2004)- Invitado

## Películas
- Suerte "cortometraje en colaboración con Apple inc México para promocionar el iPhone15" (2024)
- El Poderoso Victoria (2022)
- Un sentimiento honesto en el calabozo del olvido (2019)
- Ruta madre (2019)
- Yo soy Pepito (2018)
- Xibalba (2017)
- Con mis propias manos (2015)
- Lo peor de los deseos (2014)
- La guerra del café (2013)
- Suave patria (2012)
- Llamando a un ángel (2008)
- El carnaval de Sodoma (2006)
- El bulto para presidente (2005)
- Gente común (2006)
- Una de balazos (2005) .... El Carnal
- Don de Dios (2005)....Jorge, alias "El Diablo"
- Isy (2005)
- Ver, oír y callar (2005)
- Mujeres infieles 2 (2003)
- Superhéroe (2004), cortometraje
- 7 mujeres, un homosexual y Carlos (2004) .... Jefe
- @Festivbercine.ron (2004)
- Un diluvio (2004)
- Ciudad de perros (2004)
- La mudanza (2003)
- Fantasías (2003) .... Miguel
- La hija del caníbal (2003) .... Borracho
- Pandillero traficante (2003)
- Esclavo y amo (2003) .... Ricardo
- Asesinato en lunes de carnaval (2002)
- La virgen de la lujuria (2002) .... Nacho
- Vivir mata (2002) .... Chepe
- Barrio 13, Part 2 (2002)
- Atlético San Pancho (2001) .... Claudio
- De la calle (2001) .... Chicharra
- The Mexican (2001)
- Santo: Infraterrestre (2001) .... Comandante Sarmiento
- Nuria y el fantasma (2001)
- Buitres al acecho (2001)
- La perdición de los hombres (2000)
- Así es la vida (2000) .... Nicolás
- Beat (2000) .... Sargento de los federales
- Barrio 13 al desnudo (2000)
- El carretonero (2000)
- Entre la tarde y la noche (1999)
- Santitos (1999) .... Doroteo
- Circuito interior (1999)
- Todo el poder (1999) .... Comandante Eleuterio 'Elvis' Quijano
- Superstition (1999) .... Pachu Cocodrilo
- Maldito amor: Demasiado tarde (1999)
- Luces de la noche (1998)
- Justo como en una película porno (1998)
- Mujer ladina (1998)
- Wash and Wear (1998)
- Men with Guns (1997) .... Barbero
- Los vuelcos del corazón (1996)
- La nave de los sueños (1996)
- Parejas (1996)
- Victoria (1996)
- Overkill (1996) .... Recepcionista
- La ley de las mujeres (1995) .... Mario
- Sin remitente (1995) .... Luis Felipe
- Bienvenido-Welcome (1995) .... José Molina/León de la Lama
- Dos crímenes (1995) .... Invitado 1
- El callejón de los milagros (1995) .... Güicho
- Félix, como el gato (1995)
- Cilantro y perejil (1995) .... Pablo
- La orilla de la tierra (1994)
- Principio y fin (1993) .... César
- Se equivocó la cigüeña (1993)
- El bulto (1992) .... Alfonso
- Ciudad de ciegos (1991) .... Gandalla
- ¿Cómo fui a enamorarme de ti? (1991)
- Futuro sangriento (1991)
- La ciudad al desnudo (1989) .... El King
- Un verano para la ballena (1988)
- El misterio de la araña (1986)
- Tacos de oro (1985) .... Marciano